# Ogoni (peuple)
Pour les articles homonymes, voir Ogoni.
Ogoni ou le peuple des Ogonis est l'un des peuples indigènes vivant dans l'État de Rivers dans le Sud du Nigeria. On le connaît aussi sous l’appellation « royaume Ogoni ». Cette population compte environ 1 500 000 personnes et occupe un territoire de 1 050 km2 qu'ils désignent aussi sous l’appellation « Ogoni » ou « Ogoniland ».

Drapeau de la communauté des Ogonis, créé par Ken Saro-Wiwa.

Le peuple des Ogonis s'est fait connaître au niveau international après la campagne de protestation contre la compagnie pétrolière Shell. Le MOSOP (MOvement for the Survival of the Ogoni People) est un mouvement défenseur du peuple des Ogonis dirigé jusqu'en 1995 par Ken Saro-Wiwa, qui a été à l'origine de plusieurs manifestations. Ce peuple partage ces problèmes de protection de leur environnement contre les pollutions pétrolières avec le peuple des Ijaw qui vit également dans le delta du Niger.

## Ethnonymie
Selon les sources et le contexte, on observe plusieurs formes : Eleme, Gokana, Kana, Kanas, Khana, Ogonis.

## Géographie
Le peuple des Ogonis est réparti sur un petit territoire du golfe de Guinée, à l'est de la ville de Port Harcourt au Nigeria. Ce territoire comprend des parties des LGA (Local Government Areas, sortes de départements du Nigeria) de Kana, Gokana, Tai et Eleme. Traditionnellement, le territoire des Ogonis s'étend sur les cinq royaumes de Babbe, Eleme, Gokana, Ken-Khana et Tai.

## Langues
Diverses langues sont parlées par ce peuple, comme le khana, le gokana, le tee et le eleme. Elles participent à l'extrême diversité linguistique du delta du Niger. Ces langues bénoué-congolaises sont rattachées à la branche cross-river.

## Histoire
Comme d'autres peuples du golfe de Guinée, les Ogonis possèdent une structure politique interne gérée par des chefs. Ils font partie des peuples ayant échappé à la traite des noirs durant la période esclavagiste grâce à un relatif isolement géographique.
En 1885, le Royaume-Uni commence à coloniser le golfe de Guinée, puis arrive sur les terres du peuple des Ogonis en 1901. Le peuple des Ogonis s'oppose à la colonisation jusqu'en 1914.

## Culture
Les Ogonis sont réputés pour leurs petits masques remarquables par une mâchoire articulée pourvue de dents en bois. Ils produisent également de grandes poupées et des cimiers horizontaux.

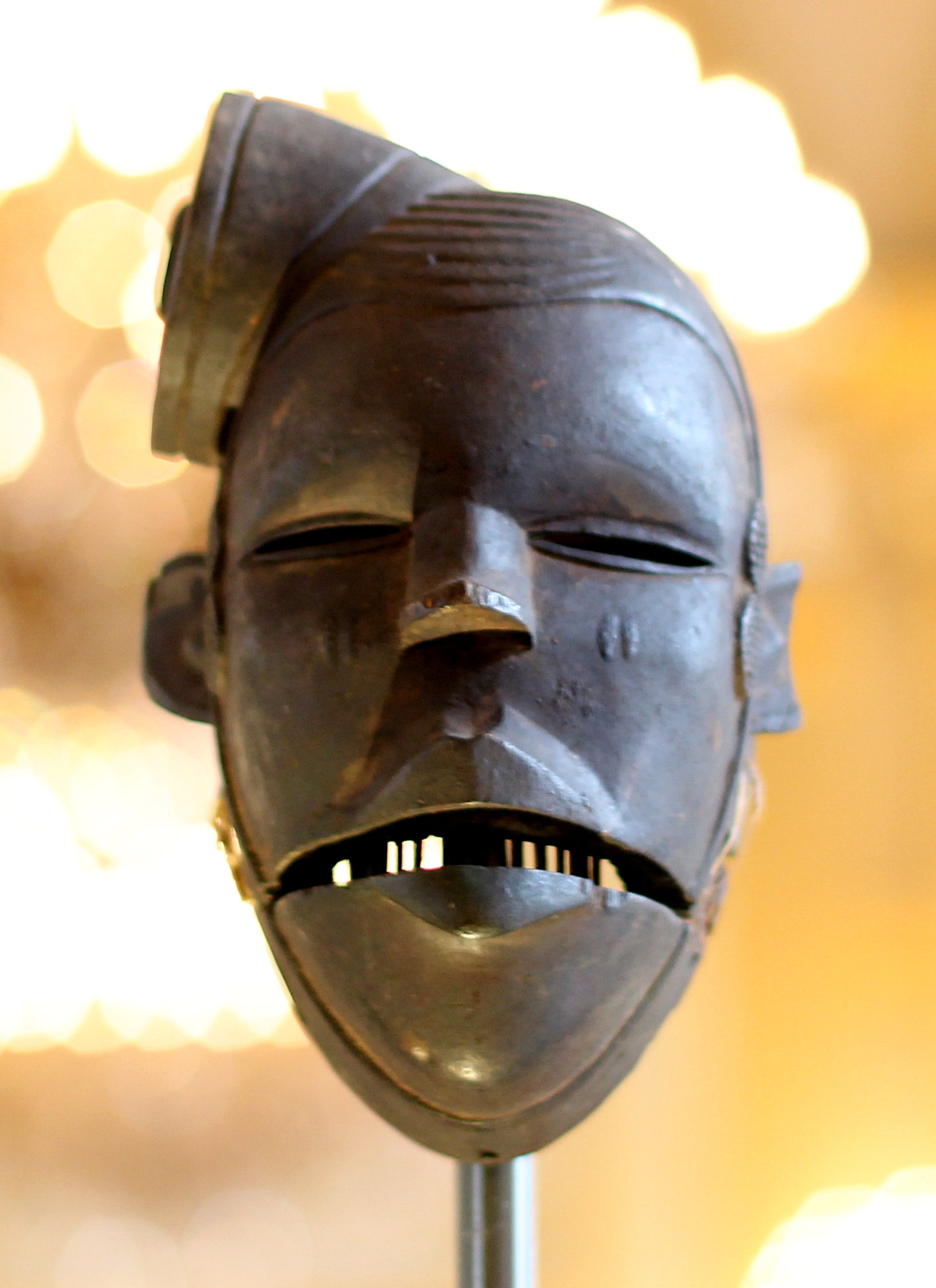
Masque Elu[3].
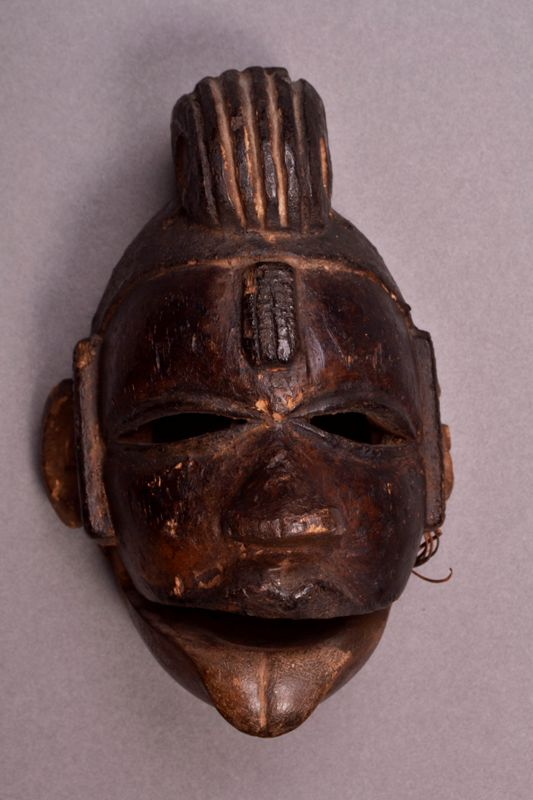
Masque facial
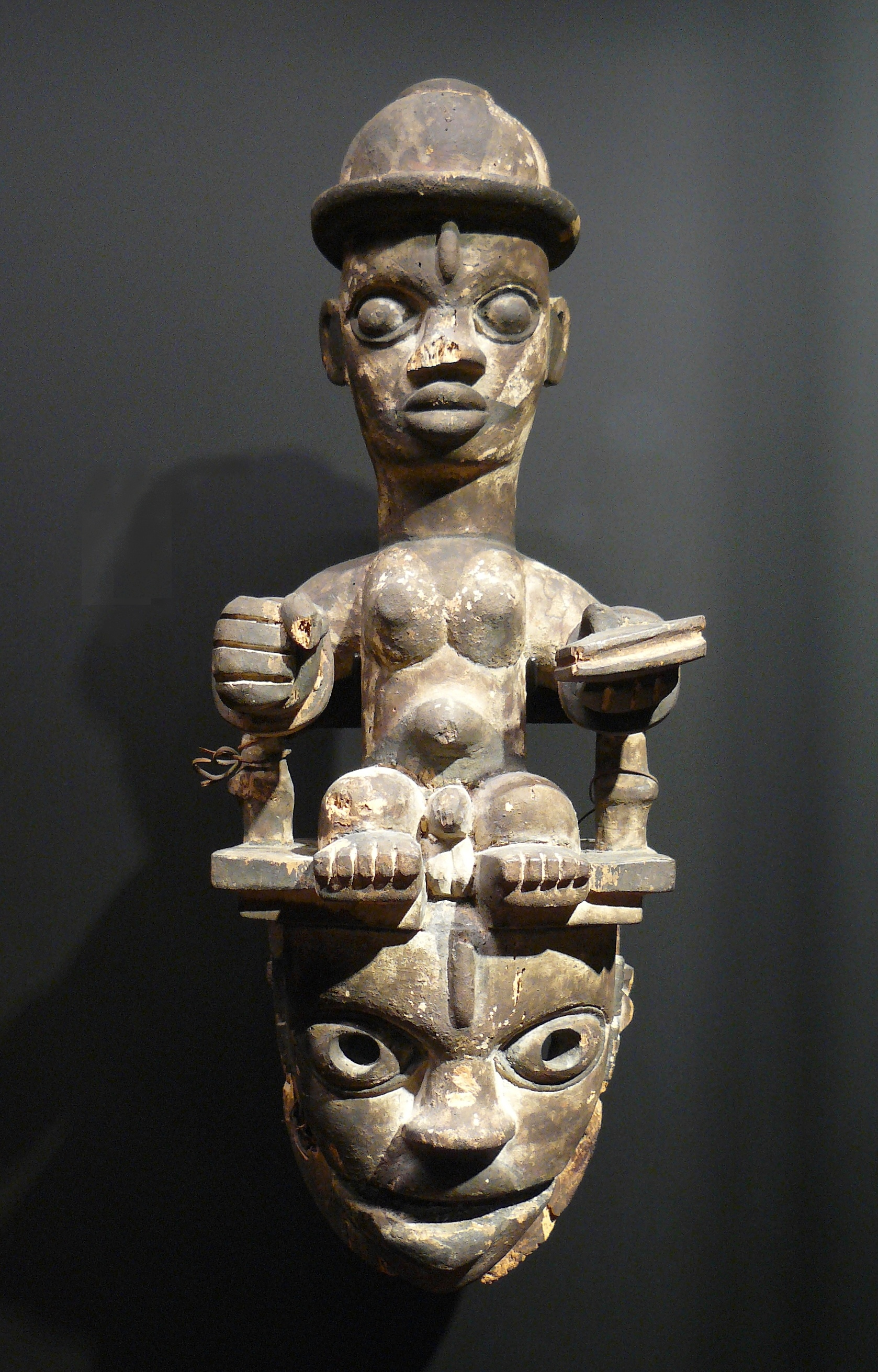
Masque en bois du XXe siècle[5].
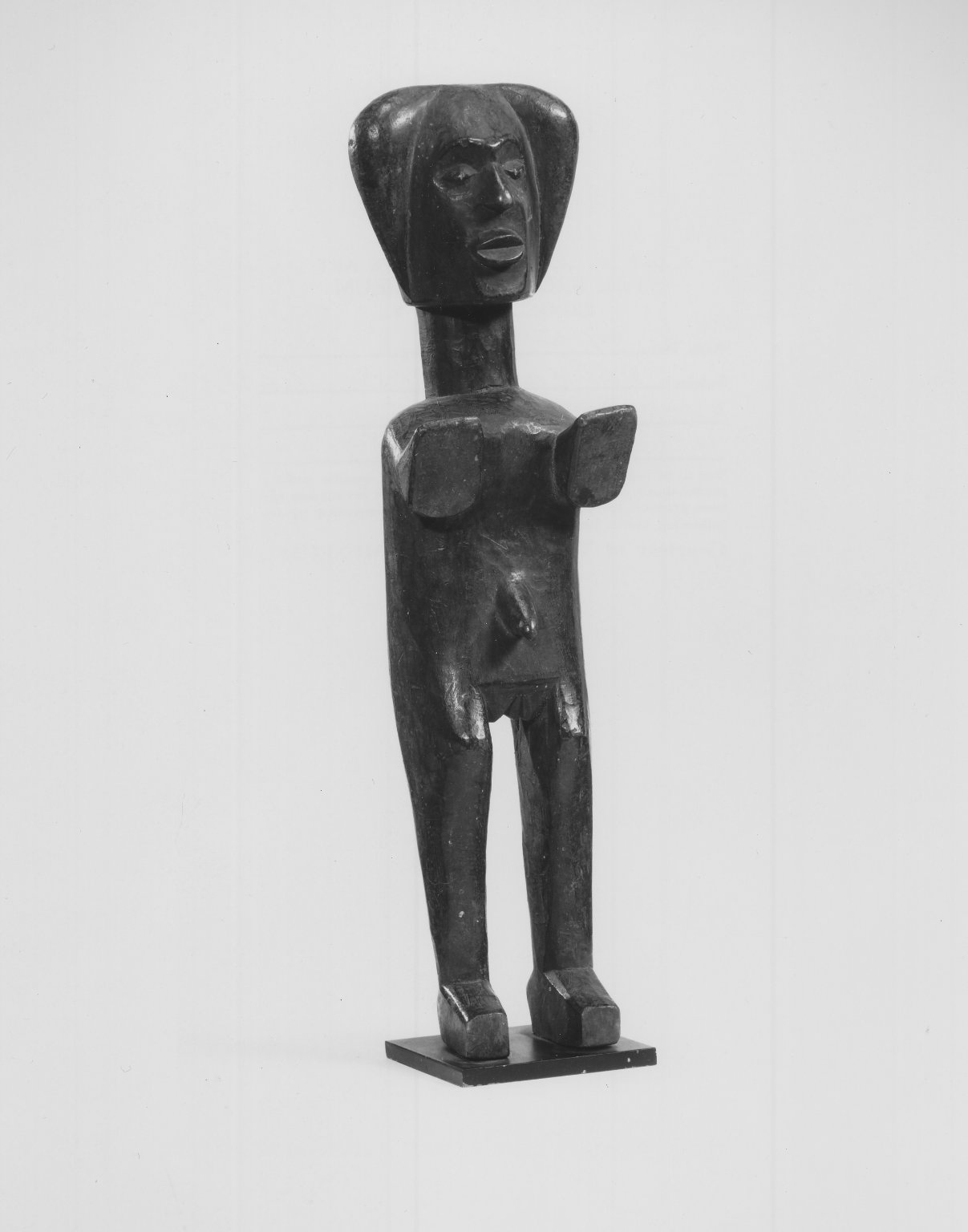
Personnage féminin aux bras tendus[6].

## Conflits liés à l'extraction du pétrole
La première découverte de pétrole sur les terres des Ogonis date de 1958. La destruction de l'environnement causée par l'extraction du pétrole en terre ogonie ainsi qu'un manque de partage des richesses du pétrole ont eu pour conséquence une opposition progressive de la part du peuple autochtone.
Ce n'est qu'à partir de 1990 avec les premières campagnes du MOSOP que les compagnies pétrolières rencontreront les premières vraies difficultés à contenir la résistance du peuple des Ogonis. Lors de ses trois premières années d'existence, le MOSOP a déclenché une campagne locale et internationale contre Shell, la compagnie pétrolière la plus critiquée pour ses actions en terre ogonie.
Le gouvernement nigérian a répondu par une militarisation de la zone et la répression de ce mouvement, enfermant les leaders des manifestations. Ken Saro-Wiwa, le porte-parole de ce mouvement se fait emprisonner plusieurs fois sans jugement jusqu'en 1995 où il sera emprisonné, jugé et exécuté le 10 novembre. Plusieurs ONG comme Amnesty International ont dénoncé vivement ce procès et l'attitude du gouvernement militaire du général Sani Abacha face aux manifestations pacifiques, le rôle de la compagnie Shell lors de l'arrestation de Saro-Wiwa a aussi été très critiqué. Selon certaines estimations, 2 000 personnes ont été tuées depuis 1993 par l'armée nigériane, de nombreux villages ont été détruits, beaucoup d'Ogonis se sont exilés au Bénin. Certains Ogonis ont été accueillis aussi au Canada et aux États-Unis. Ces exactions ont eu pour conséquence l'expulsion du Nigeria du Commonwealth des Nations en 1995, mais certains se plaignent du manque d'action de la communauté internationale. Le Nigeria a été réintégré au Commonwealth en 1999.
Selon plusieurs rapports, la situation des Ogonis ne s'est guère améliorée depuis.
Après s'être retirée de ces terres pour des raisons de sécurité, la compagnie Shell tente parfois d'y retourner pour extraire du pétrole.
En avril 2005, une des communautés ogonie, appelée Agip Waterfront, a été détruite afin de faciliter l'expansion de la compagnie NAOC (Nigerian Agip Oil Company). Au moins un Ogoni a été tué lors de cette action. Selon plusieurs rapports,,,, la situation ne s'est pas améliorée pour le peuple des Ogonis en dépit du changement de gouvernement au Nigeria.
Selon plusieurs sources, Shell aurait encore commis des abus en 2006.
La situation actuelle est similaire dans d'autres régions pétrolifères du sud du Nigeria. D'autres combats continuent entre des compagnies pétrolières et des peuples autochtones du sud du Nigeria.
Beaucoup d'altermondialistes ont exprimé leur soutien au peuple des Ogonis. Ils dénoncent souvent le manque d'actions contre les multinationales abusives. Dans son livre No Logo, Naomi Klein prend le retrait de Shell des territoires ogonis sous la pression locale et internationale comme l'un des premiers grand succès du mouvement altermondialiste sur le pouvoir grandissant des multinationales.